# العين والمطفية (مسلسل)
العين والمطفية هو مسلسل درامي مغربي، من إخراج شفيق السحيمي و إنتاج الإذاعة والتلفزة المغربية سنة 2002. انطلق تصويره في 10 مارس 2001، و عرض لأول مرة في القناة الأولى المغربية، في 3 يونيو 2002.

## القصة
سيناريو المسلسل مستوحى من رواية L'Eau des collines (ماء التلال) للمؤلف الفرنسي مارسيل بانيول، و يروي حكاية قرويين مغاربة والمشاكل التي تخلقها بينهم ندرة الماء، والتي تؤججها إشكالات تدبير الإرث والانتقام. يتميز العمل بواقعية أسلوبه الفني، وهو كمية قروية بها شراسة وقساوة فكاهتها اعدت لتتواصل مع جمهور عريض".

المسلسل مكون من ثلاثين حلقة مدة كل واحدة منها 55 دقيقة، وتم تصويره في فضاءات قروية بجهة دكالة عبدة وفي مدينتي آسفي والدار البيضاء.

## قراءات نقدية
- أغلب شخصيات المسلسل تم تجسيدها من طرف ممثلين مسرحيين بالأساس، وغير حاضرين بقوة في المشهد التلفزيوني المغربي، إبان عرض المسلسل، على غرار حسن عريس، عبد اللطيف خمولي وكمال كاظمي، مما أضفى على المسلسل جودة تشخيصية عالية.
- يتميز المسلسل بواقعية فنية من تجلياتها استغلال فضاء الأحداث (القرية) و سكانها كعناصر فاعلة في السينوغرافية والتشخيص، مما انعكس على عمق الحوار وفنيته. حسب شفيق السحيمي، فالمسلسل، تفادى الوقوع في التمسرح المفرط وإعادة استهلاك النمطية المنتقصة من العالم القروي المغربي، التي ميزت غالبية الأعمال الدرامية المغربية التي عالجت تيمات مشابهة.[1]
- تتميز تقنية تصوير المسلسل ببنية مزدوجة: استعمال الكاميرا كشخصية راوية وللمثل كمحرك للدمى أمام الكاميرا، مما يمكن من مشاهدة تطور مسيرة الحكاية من منظورين مختلفين، من منظور عام ومن منظور ذاتي لكل شخصية من الشخصيات الرئيسية للحكاية.[1]

## وصلات داخلية
- شفيق السحيمي

## وصلات خارجية
- صفحة المسلسل من موقع القناة الأولى المغربية